# Мораес Жуниор, Жилберто
Жилберто Жуниор Мораес (порт. Gilberto Moraes Júnior; р. 7 марта 1993, Рио-де-Жанейро) — бразильский футболист, правый защитник клуба «Баия».

## Биография
Жилберто является воспитанником футбольного клуба «Ботафого» из Рио-де-Жанейро. 23 апреля 2011 года он дебютировал в основном составе клуба, отыграв полный матч против «Боависты» в Лиге Кариока (2:5). В бразильской Серии A Жуниор дебютировал 6 сентября 2012 года, заменив Марсио Асеведо на 86-й минуте матча против «Крузейро» (3:1). В 2012 году он вместе с командой стал серебряным призёром Лиги Кариока, а через год — чемпионом этой лиги. В январе 2014 года Жилберто был отдан в годичную аренду клубу «Интернасьонал» из Порту-Алегри. Его дебют за новую команду состоялся 3 февраля 2014 в матче Лиги Гаушу против «Крузейро» из Порту-Алегри. Проведя 9 игр и забив 1 гол, Жилберто помог «Интернасьоналу» выиграть Лигу Гаушу в 2014 году. Также он сыграл 14 матчей в Серии A. В начале 2015 года Жилберто вернулся в «Ботафого», который в сезоне 2015 года играл в Серии B. Он вновь помог команде стать серебряным призёром Лиги Кариока.
22 июля 2015 года Жилберто перешёл в итальянскую «Фиорентину», заплатившую за него 2 млн евро. Он подписал с клубом контракт сроком на пять лет. 23 августа 2015 года Жилберто дебютировал в итальянской Серии A, выйдя в стартовом составе на матч против «Милана» (2:0). 1 февраля 2016 года бразилец был отдан в аренду итальянскому клубу «Эллас Верона» до конца сезона. В новой команде Жилберто дебютировал 3 февраля в матче против «Аталанты», заменив на 68-й минуте Микеланджело Альбертацци.
В 2014 году Жилберто выступал за молодёжную сборную Бразилии (среди игроков до 21 года) на турнире в Тулоне, который бразильцы выиграли. В 2015 году он в составе национальной команды среди игроков до 23 лет стал бронзовым призёром футбольного турнира Панамериканских игр, проходивших в Торонто.

## Достижения
«Ботафого»
- Чемпион штата Рио-де-Жанейро: 2013

«Интернасьонал»
- Чемпион штата Риу-Гранди-ду-Сул: 2014

«Бенфика»
- Чемпион Португалии: 2022/23

Сборная Бразилии (до 20 лет)
- Победитель Турнира в Тулоне: 2014